# Hymenochaete senatoumbrina
Hymenochaete senatoumbrina är en svampart som beskrevs av Parmasto 1986. Hymenochaete senatoumbrina ingår i släktet Hymenochaete och familjen Hymenochaetaceae.   Inga underarter finns listade i Catalogue of Life.